# Otiothraea
Otiothraea là một chi bọ cánh cứng trong họ Chrysomelidae.
Chi này được miêu tả khoa học năm 1989 bởi Warchalowski.

## Các loài
Các loài trong chi này gồm:
- Otiothraea avilai Vela & Bastazo, 1993
- Otiothraea filabrensis Cobos, 1957
- Otiothraea ghardaiensis Warchalowski, 1989